# Penny Point
Der Penny Point ist eine eisbedeckte Landspitze an der Shackleton-Küste in der antarktischen Ross Dependency. Sie liegt auf der Südseite der Nicholson-Halbinsel und markiert gemeinsam mit dem südlich liegenden Kap Douglas die Einfahrt vom Ross-Schelfeis in das Matterson Inlet. 
Das Advisory Committee on Antarctic Names benannte sie 1965 nach Lieutenant Commander Harmon Charles Penny (1922–2003) von der United States Navy, Kommandant auf der USS Vance während der Operation Deep Freeze im Jahr 1962.